# Dansk Sø-Restaurations Forening
Dansk Sø-Restaurations Forening (DSRF) var en dansk fagforening for alt cateringpersonale, som sejler i handelsflåden. Foreningen blev oprindeligt stiftet i 1896. I 1905 blev foreningen af forskellige årsager nedlagt for at genopstå igen i 1907. Foreningen ophørte med at eksistere med udgangen af 2010.
DSRF var fagforening for cateringpersonale i skibe og mobile havanlæg. Medlemsgrupperne fordeler sig på hovmestre, smørrebrødsjomfruer, buffister, kahytsjomfruer, stewardesser, cateringassistenter, passagerassistenter, supervisorer og oldfruer m.fl.
Foreningens formål var at samle disse faggrupper i en selvstændig fagforening, hvor den blandt andet var med til at sikre løn- og ansættelsesvilkår for sine medlemmer via kollektive overenskomster og rammeaftaler.
Herudover var DSRF bredt repræsenteret i en række nationale og internationale organisationer, råd, nævn og udvalg, som var med til at påvirke og regulere søfarendes faglige og sociale forhold. Forbundet var medlem af hovedorganisationen FTF.
Medlemmerne fandtes på langfart, nærfart, passagerskibsfart og færgefart i både statslige og private rederier, samt på mobile borerigge.
Som eksempler kan nævnes: DFDS, BornholmsTrafikken, A.P. Møller-Mærsk, Torm, Nordic Ferry Service, Fjord Line, Danbor, Samsølinjen, Royal Arctic Line, skoleskibene, havundersøgelsesskibe og mange andre steder.
DSRF var i 2005 medstifter af Centralorganisationen Søfart (CO-Søfart).
Foreningens sidste formand (fra 1999) var A. Ole Philipsen.
Dansk Sø-Restaurations Forening fusionerede i januar 2011 med Dansk Metal (Metal Søfart), hvorefter hele det maritimte område i Dansk Metal blev samlet i en ny afdeling ved navn Dansk Metals Maritime Afdeling (DMMA). Denne er en del af kartellet Centralorganisationen Søfart.

## Eksterne Henvisninger
- CO-Søfart's hjemmeside